# Soyuz TMA-08M
Soyuz TMA-08M là một chuyến bay vũ trụ đến Trạm Vũ trụ Quốc tế vào năm 2013. Chuyến bay này đưa các thành viên của đoàn Expedition 35 đến ISS. Soyuz TMA-08M là chuyến bay thứ 117 của tàu vũ trụ Soyuz kể từ chuyến bay đầu tiên của nó vào năm 1967.
Tàu Soyuz TMA-08M sử dụng kế hoạch bay đến ISS mới, chỉ mất khoảng 6 giờ kể từ khi phóng đến lúc kết nối với trạm, so với kế hoạch bay cũ kéo dài 2 ngày. Kế hoạch bay mới này trước đó được thử trên chuyến bay của tàu vận tải Progress M-16M và M-17M.

## Phi hành đoàn
| Vị trí             | Phi hành gia                                                                                            |
| ------------------ | --- |
| Chỉ huy            | Pavel V. Vinogradov, Roscosmos - Thành viên phi hành đoàn Expedition 35 - Chuyến bay vũ trụ thứ 3       |
| Kỹ sư chuyến bay 1 | Aleksandr A. Minsurkin, Roscosmos - Thành viên phi hành đoàn Expedition 35 - Chuyến bay vũ trụ đầu tiên |
| Kỹ sư chuyến bay 2 | Christopher J. Cassidy, NASA - Thành viên phi hành đoàn Expedition 35 - Chuyến bay vũ trụ thứ 2         |

### Phi hành đoàn dự phòng
| Vị trí             | Phi hành gia                   |
| ------------------ | ------------------------------ |
| Chỉ huy            | Oleg V. Kotov, Roscosmos       |
| Kỹ sư chuyến bay 1 | Sergei N. Ryazanksy, Roscosmos |
| Kỹ sư chuyến bay 2 | Michael S. Hopkins, NASA       |